# El orden sensorial
El orden sensorial es un libro escrito por Friedrich Hayek, Premio Nobel de Economía.